# Amou
Amou (gaskonsko Amor) je naselje in občina v jugozahodnem francoskem departmaju Landes regije Akvitanije. Leta 2011 je naselje imelo 1.541 prebivalcev.

## Geografija
Kraj leži v pokrajini Gaskonji 31 km jugovzhodno od Daxa in 49 km severozahodno od Pauja.

## Uprava
Amou je sedež istoimenskega kantona, v katerega so poleg njegove vključene še občine Argelos, Arsague, Bassercles, Bastennes, Beyries, Bonnegarde, Brassempouy, Castaignos-Souslens, Castelnau-Chalosse, Castel-Sarrazin, Donzacq, Gaujacq, Marpaps, Nassiet in Pomarez s 7.549 prebivalci (v letu 2011).
Kanton Amou je sestavni del okrožja Dax.

## Zanimivosti
- cerkev sv. Petra iz 12. stoletja,
- klasicistični dvorec Château d'Amou iz druge polovice 17. stoletja,
- arena Jean Lafittau.